# Geldwisselkantoor

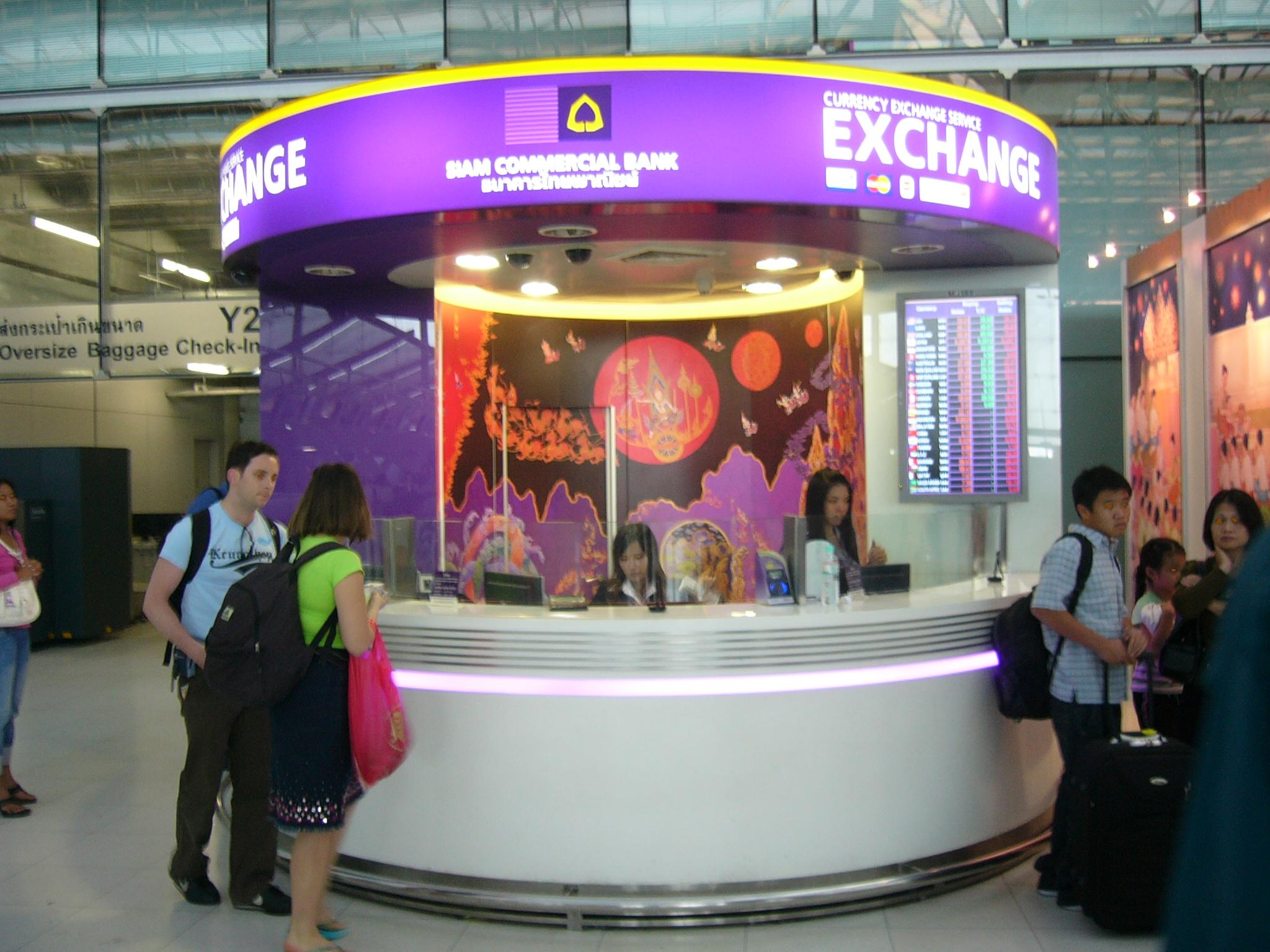
Een wisselkantoor op een Thais vliegveld, 2007

Een geldwisselkantoor is een onderneming die zich bezighoudt met geldwisseltransacties, dat wil zeggen met het wisselen van munten of bankbiljetten van verschillende valuta's, het uitbetalen van munten of bankbiljetten tegen inlevering van een of meer cheques, het uitbetalen van munten of bankbiljetten op vertoon van een creditcard, of andere vergelijkbare transacties. Geldwisselkantoren hanteren verschillende wisselkoersen voor de inkoop en voor de verkoop van vreemde valuta's. Naast deze marge kan een commissie in rekening worden gebracht.

## Nederland
In Nederland moesten geldwisselkantoren tot 1 juli 2012 zijn ingeschreven in het register van de Wet inzake de geldtransactiekantoren, dat werd bijgehouden door De Nederlandsche Bank. Vanaf die datum is de Wet op het financieel toezicht van toepassing, waarin geregeld is dat er voor de uitoefening van een wisselinstelling een vergunning van de De Nederlandsche Bank noodzakelijk is. De wettelijke aanduiding geldtransactiekantoor is vervallen; hiervoor is de aanduiding wisselinstelling in de plaats gekomen.
Een van de bekendste geldwisselkantoren in Nederland was het sinds 1927 bestaande Grenswisselkantoor, sinds 2004 GWK Travelex geheten.